# ماسائو کوساکاری
ماسائو کوساکاری (انگلیسی: Masao Kusakari؛ زادهٔ ۵ سپتامبر ۱۹۵۲) هنرپیشه و مدل اهل ژاپن است. وی از سال ۱۹۷۰ میلادی تاکنون مشغول فعالیت بوده‌است.